# Stazione meteorologica di Valpelline
La stazione meteorologica di Valpelline è la stazione meteorologica di riferimento per la località di Valpelline. È possibile vedere i dati registrati con cadenza oraria relativi a questa stazione e alle altre presenti sul territorio regionale presso la pagina riferita ai dati meteo della Valle d'Aosta.

## Coordinate geografiche
La stazione meteorologica è situata nell'Italia nord-occidentale, in Valle d'Aosta, nel comune di Valpelline, a 950 metri s.l.m. e alle coordinate geografiche 45°49′N 7°19′E.

## Dati climatologici
Secondo i dati medi del trentennio 1961-1990, la temperatura media del mese più freddo, gennaio, si attesta a +0,4 °C, mentre quella del mese più caldo, luglio, è di +16,8 °C.
| Valpelline         | Mesi | Mesi | Mesi | Mesi | Mesi | Mesi | Mesi | Mesi | Mesi | Mesi | Mesi | Mesi | Stagioni | Stagioni | Stagioni | Stagioni | Anno |
| Valpelline         | Gen  | Feb  | Mar  | Apr  | Mag  | Giu  | Lug  | Ago  | Set  | Ott  | Nov  | Dic  | Inv      | Pri      | Est      | Aut      | Anno |
| ------------------ | ---- | ---- | ---- | ---- | ---- | ---- | ---- | ---- | ---- | ---- | ---- | ---- | -------- | -------- | -------- | -------- | ---- |
| T. max. media (°C) | 2,5  | 4,4  | 8,4  | 12,2 | 16,1 | 18,8 | 21,2 | 20,3 | 17,2 | 12,0 | 6,4  | 3,4  | 3,4      | 12,2     | 20,1     | 11,9     | 11,9 |
| T. min. media (°C) | −1,7 | −0,8 | 2,0  | 4,9  | 8,0  | 10,5 | 12,4 | 12,2 | 10,5 | 6,4  | 2,4  | −0,2 | −0,9     | 5,0      | 11,7     | 6,4      | 5,6  |